# Mesmaiskaja-Höhle
Die Mesmaiskaja-Höhle (russisch Пещера Мезмайская) ist eine archäologische Fundstelle in Russland, im Rajon Apscheronsk der Region Krasnodar. In der Karsthöhle wurden fossile Überreste von Neandertalern sowie sehr gut erhaltene Tierreste gefunden.

Blick von der Höhle ins Umland

## Lage
Die Mesmaiskaja-Höhle befindet sich etwa 1.310 Meter über dem Meeresspiegel im nordwestlichen Kaukasus, etwa 65 Kilometer nordöstlich von Sotschi, 50 Kilometer südöstlich von Apscheronsk und 4,5 Kilometer östlich des Dorfes Mesmai am Ufer des Flusses Suchoi Kurdschips, eines schmalen Nebenflusses des Kurdschips.

## Beschreibung
Die Höhle ist 10 Meter hoch, 25 Meter breit und 35 Meter tief. Die Fundstelle wurde 1987 durch die Anthropologin Ljubow Golowanowa entdeckt und zwischen 1987 und 2003 ergraben.
Teilweise sehr gut erhaltene Überreste von 6.000 großen Säugetieren und zahlreichen kleinen Wirbeltieren in sieben Schichten aus dem Mittelpaläolithikum (Moustérien) und drei Schichten aus dem Jungpaläolithikum bildeten das Fundmaterial der Höhle. Die faunistischen Reste wiesen einen sehr geringen Grad der Verwitterung auf, viele Knochen zeigten Spuren von Steinwerkzeugen und Einwirkungen von Fleischfressern. Steppenwisent, Westkaukasischer Steinbock und Mufflon waren die am häufigsten vorgefundenen großen Säugetiere. Funde von Rentieren konnten zum ersten Mal im Kaukasus festgestellt werden. Obwohl die Überreste der meisten der kleineren Wirbeltiere offenbar nicht durch menschliche Aktivitäten, sondern durch Prädatoren, wie zum Beispiel Eulen, in die Ablagerungen gelangten, wurden die Mehrzahl der Überreste von Huftieren wahrscheinlich als Reste der Jagdbeute der Höhlenbewohner während des Moustérien in die Höhle gebracht.

## Neandertaler-Funde
Ljubow Golowanowa entdeckte 1993 in der Höhle das sorgfältig begrabene, fast vollständig erhaltene Skelett eines zwei Wochen alten männlichen Neandertalersäuglings (Mesmaiskaja 1). 141 Einzelteile des Skeletts lagen in anatomischem Zusammenhang auf einem großen Kalksteinblock, überlagert von der ältesten Besiedelungsschicht, der Moustérien-Schicht 3. Das Skelett lag mit dem Kopf nach Norden auf seiner rechten Seite. Nachdem es zunächst auf 29.000 Jahre geschätzt worden war, ergab die Analyse von Begleitfunden und der darüber liegenden Sedimente später ein geschätztes Alter von 50.000 bis 70.000 Jahren, und im Jahr 2011 ergab eine direkte Datierung der Knochen dann ein Alter von 39.700 ± 1.100 14C BP. Nach dem Fossil Neandertal 1 war der Fund Mesmaiskaja 1 das zweite Neandertaler-Fossil, bei den es gelang, mitochondriale DNA (mtDNA) zu isolieren. Im Jahr 2020 wurde bekannt, dass dessen mtDNA eine deutliche genetische Nähe zum Oberkieferzahn S5000 aus der Stajnia-Höhle (Polen) aufweist.
Die 24 Schädelfragmente eines zweiten, ein bis zwei Jahre alten Neandertalerkindes aus der Moustérien-Schicht 2 wiesen post-mortem-Verformungen auf.
Nach einer Rekonstruktion des Säuglingsskeletts am Computer stellten die Anthropologen Marcia Ponce de León und Christoph Zollikofer von der Universität Zürich fest, dass das Gehirn des Neandertalerbabys mit einem Volumen von etwa 400 Kubikzentimetern bei der Geburt die gleiche Größe hatte wie das eines heutigen menschlichen Neugeborenen. Vergleiche mit Funden anderer Neandertalerkinder bis zum Alter von vier Jahren, darunter zwei Neandertaler-Kinder aus der Dederiyeh-Höhle in Syrien, die im Alter von 19 bzw. 24 Monaten starben, zeigten, dass das Neandertalergehirn während der Kindheit noch schneller wuchs als das des heutigen Homo sapiens.
Die virtuelle Rekonstruktion einer Neandertaler-Geburt, basierend auf dem Mesmaiskaja-Fund und dem Becken einer Neandertaler-Frau aus der Tabun-Höhle im Karmel-Gebirge in Israel, zeigte, dass der Geburtskanal der Neandertalermutter weiter war als der einer Homo-sapiens-Mutter. Der Kopf des Neandertaler-Neugeborenen war jedoch wegen seines robusten Gesichts etwas länger als der eines menschlichen Neugeborenen. Die Anthropologen der Universität Zürich kamen zu dem Schluss, dass die Geburt bei den Neandertalern wohl ein ähnlich schwieriger Prozess war wie beim anatomisch modernen Menschen.
Funde von Steinwerkzeugen aus der Mesmaiskaja-Höhle wurden 2023 verglichen mit annähernd gleich alten Funden aus der weiter östlich im Kaukasus gelegenen Saradj-Chuko-Höhle. Dabei konnten Merkmale zweier unterschiedlicher Herstellungsweisen identifiziert werden, die auf zwei miteinander in Kontakt stehende Neandertaler-Populationen schließen ließen.

## Belege
1. 1 2 3  
Igor Owchinnikow et al.: Molecular analysis of Neanderthal DNA from the northern Caucasus. Nature 404 2000, S. 490–493.
2. 1 2 3 4  
A.R. Skinner, B.A.B. Blackwell, Sara Martin, A. Ortega, J.I.B. Blickstein, L.V. Golovanova, V.B. Doronichev: ESR dating at Mezmaiskaya Cave, Russia. In: Applied Radiation and Isotopes. Band 62, Nr. 2, Februar 2005, S. 219–224, doi:10.1016/j.apradiso.2004.08.008.
3. ↑  
Gennady Baryshnikov, John F. Hoffecker, Robin L. Burgess: Palaeontology and Zooarchaeology of Mezmaiskaya Cave (Northwestern Caucasus, Russia). In: Journal of Archaeological Science. Band 23, Nr. 3, Mai 1996, S. 313–335, doi:10.1006/jasc.1996.0030.
4. 1 2 3 4 5 6  
Christoph Zollikofer, Marcia Ponce de Leon: Überraschendes zur Entwicklung der Neandertaler. Universität Zürich, UZH News (9. September 2008)
5. 1 2  
Sonja Kastilan: Steinzeithöhle im Kaukasus, Dreihundert Quadratmeter kalt. Frankfurter Allgemeine Sonntagszeitung (14. November 2009, abgerufen am 11. April 2010)
6. ↑  
Ljubow Golowanowa: Anthropologische Erkenntnisse über die Altsteinzeit des Nordkaukasus. Nasledie, Staatliches Einheitsunternehmen des Ministeriums für Kultur der Region Stawropol., archiviert vom Original am 6. September 2012; abgerufen am 21. Mai 2025 (russisch).
7. ↑  
Ron Pinhasi et al.: Revised age of late Neanderthal occupation and the end of the Middle Paleolithic in the northern Caucasus. In: Proceedings of the National Academy of Sciences, online-Vorabveröffentlichung vom 9. Mai 2011, doi:10.1073/pnas.1018938108
8. ↑  Andrea Picin et al.: New perspectives on Neanderthal dispersal and turnover from Stajnia Cave (Poland). In: Scientific Reports. Band 10, Artikel Nr. 14778, 2020, doi:10.1038/s41598-020-71504-x.
9. ↑  Ekaterina V. Doronicheva et al.: Archaeological evidence for two culture diverse Neanderthal populations in the North Caucasus and contacts between them. In: PLoS ONE. Band 18. Nr. 4, 2023, e0284093, doi:10.1371/journal.pone.0284093.

Koordinaten: 44° 10′ N, 40° 0′ O